# Ross Macdonald
Ross Macdonald, pseudoniem van Kenneth Millar (Los Gatos (Californië), 13 december 1915 – Santa Barbara (Californië), 11 juli 1983) was een Amerikaans schrijver van Canadese afkomst. Hij schreef tal van klassieke detectiveromans.

## Biografie
Millar debuteerde als dichter en romanschrijver onder zijn eigen naam. Voor zijn eerste roman met Lew Archer (The moving target, 1949), koos hij voor het pseudoniem Ross Macdonald. Zijn detectiveromans, in de geest van Dashiell Hammett en Raymond Chandler, behoren tot de ‘klassieken’ in het 'Hard-boiled'-genre (de zogeheten 'Tweede Californische School'). Zijn ‘private eye’ Lew Archer werkt aan de West Coast, en Macdonald uit vaak felle kritiek op de materialistische samenleving in Californië en de misdaden van de ogenschijnlijk onberispelijke oudere generatie die neerkomen op de jeugd. 
Hij schreef ook On crime writing (1973) en de autobiografische bundel Self-portraits (1982). Ross Macdonald huwde in 1938 met de Canadese schrijfster Margaret Sturm, die onder de naam Margaret Millar eveneens diverse detectiveromans heeft geschreven, waarvan er enkele vertaald in het Nederlands zijn verschenen, zoals Muren hebben oren en Muren hebben ogen.
Ross Macdonald won verscheidene literaire prijzen, waaronder de 'Silver Dagger' (1964) en de 'Gold Dagger' (1965). In 1981 kreeg hij 'The Eye', een soort oeuvreprijs.
Naar hem is ook een jaarlijkse boekenprijs genoemd, de 'Ross Macdonald Literary Award'.
Enkele van zijn romans zijn succesvol verfilmd, onder meer The Drowning Pool (1975) en Harper (1966), beiden met Paul Newman in de hoofdrol.

## Prijzen
- 1964 - 'the Silver Dagger Award' (van The British Crime Writers' Association)
- 1965 - 'the Gold Dagger Award' (The British Crime Writers' Association)
- 1972 - 'University of Michigan Outstanding Achievement Award'
- 1973 - 'Popular Culture Association Award of Excelence'
- 1974 - 'the Grand Master Award' (Mystery Writers of America)
- 1981 - 'The Eye' - Lifetime Achievement Award (Private Eye Writers of America)
- 1982 - 'Los Angeles Times Kirsh Award'

## Citaten
- "No once since Macdonald has written with such poetic inevitability about people, their secret cares, their emotional scars, their sadness, cowardice, and courage. He reminded the rest of us of what was possible in our genre". (John Lutz, in January Magazine)